# Питкернски език
Питкернският език (Pitkern) е езикът на населението на остров Питкерн. Той представлява креолски език, формиран на базата на английския език от 18 век с елементи на таитянския език. Езикът е роден на по-малко от 100 местни жители на острова. Тясно свързаният норфолски език се говори от няколкостотин души. Въпреки факта, че островите се намират в Тихия океан, някои изследователи приписват тези езици на атлантическата група креолски езици.

## История
След въстанието в Баунти, британските моряци, които вдигат бунта, спират в Таити и вземат на борда 19 полинезийци, предимно жени, и се установяват при тях на отдалечения остров Питкерн. Първоначално таитяните почти не говорят английски, а английските моряци почти не разбират таитянски език. В изолацията на острова те са принудени да общуват помежду си. С течение на времето това довежда до формирането на нов креолски език, в който опростеният английски се смесва с таитянски думи и езикови форми.
Питкернският език е повлиян от различните английски диалекти и акценти на екипажа на Баунти. Географски повечето моряци идват от Западна Индия. Един от тях говори карибски диалект, друг е шотландец. Лидерът на бунтовниците, Флетчър Кристиан, е добре образован, което оказва голямо влияние върху езика. Някои фрази и думи се превръщат към диалекти в северната и западната част на Англия.
Много изрази, които са изчезнали от съвременния английски, са оцелели в Питкерн. Сред тях има думи от морското използване на времената на плаване. Също така се забелязва влиянието на мисионерите на Църквата на адвентистите от седмия ден и езика на Библията на крал Джеймс.
В средата на 19 век част от населението на Питкерн се премества на остров Норфолк. По-късно някои от тях се завръщат. Повечето от настоящите говорещи на Питкернският език са завърнали се потомци. Речта на тези, които остават в Норфолк, се превръща в тясно свързан норфолкски език. Норфолкският език и Питкернският език са взаимно разбираеми и понякога се разглеждат от като един език.